# Corticaria parvula
Corticaria parvula is een keversoort uit de familie schimmelkevers (Latridiidae). De wetenschappelijke naam van de soort werd in 1937 gepubliceerd door Embrik Strand.